# Avancarica
Con avancarica si intendono tutte le armi da fuoco nelle quali il proiettile viene inserito dalla cima della canna (volata). In inglese il termine si traduce con muzzle loading.

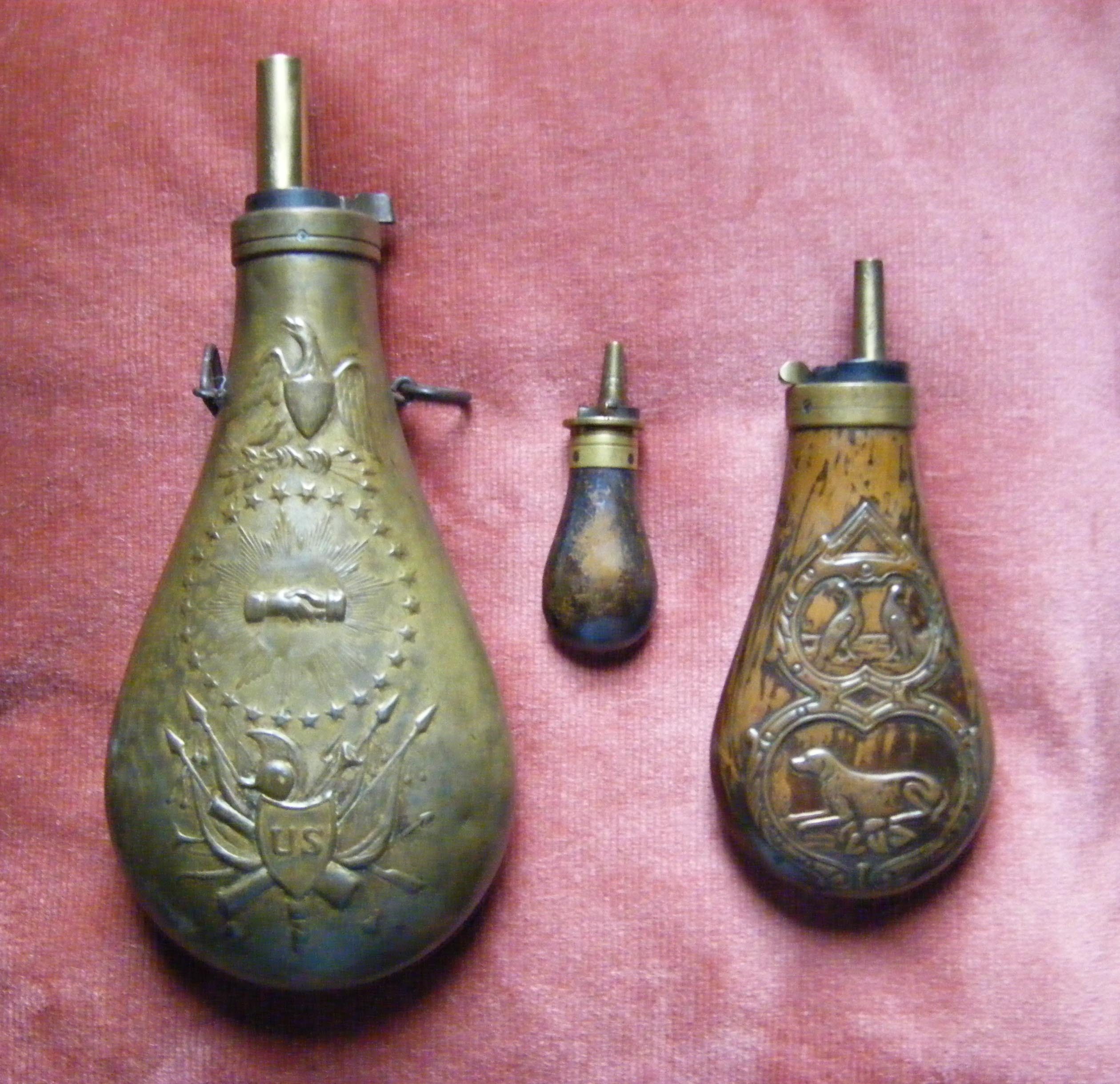
Fiaschette per la polvere nera usate per il caricamento delle armi ad avancarica. Quella a sinistra, da moschetto, è prodotta dalla Colt, quella al centro è di marca sconosciuta, quella a destra accompagnava le rivoltelle Remington

Ne sono un esempio gli archibugi, i moschetti e in genere i fucili, i cannoni e le pistole fino al XIX secolo.

## Storia
Le prime armi da fuoco nascono nella seconda metà del XIV secolo, da un'applicazione dell'uso della polvere da sparo che la tradizione vuole arrivare dalla Cina. Le armi consistono in un tubo di acciaio (canna) con una parziale copertura in legno (calciatura) per proteggere le mani del tiratore. L'accensione della polvere avviene tramite una miccia di canapa. Questo sistema era piuttosto primitivo e si dimostrò inficiato da condizioni atmosferiche avverse che compromettono il funzionamento della miccia.
Nei secoli successivi, oltre al miglioramento delle tecniche metallurgiche per ottenere acciaio più leggero e più resistente, si sviluppano sistemi più sofisticati per l'innesco della polvere: dal sistema a ruota, che si vuole inventato da Leonardo da Vinci, che avrà breve vita, si passerà successivamente alle armi a pietra focaia, dove una scheggia di selce debitamente sagomata, a seguito dell'abbattimento del cane produce una serie di scintille (sul principio della pietra focaia) che innescano l'accensione della polvere, e quindi, nell'ultima fase prima dell'avvento delle armi a retrocarica, si avranno le armi dette a percussione dove una capsula di materiale esplodente (fulminato di mercurio) verrà infilata sul luminello in contatto con l'interno della canna. Il cane dell'arma, percuotendo la capsula, causerà la piccola esplosione che andrà ad accendere la polvere all'interno della canna. In questa fase, per velocizzare le operazioni di caricamento, si inizieranno ad utilizzare cartucce di carta oleata già pronte, contenenti la dose di polvere necessaria e la palla (normalmente sferica). Nel 1835 l'americano Samuel Colt brevetterà per primo un sistema a rotazione per pistola che permetterà alle armi ad avancarica di disporre fino a sei colpi per volta, mentre in precedenza i colpi venivano caricati e sparati uno alla volta.
Successivamente l'inserimento della capsula di innesco direttamente nella cartuccia, prima con i sistemi ad ago tipo Dreyse e poi con le cartucce metalliche a percussione anulare e a percussione centrale, decretarono la fine delle armi ad avancarica che, negli ultimi decenni del XX secolo, hanno avuto nuova gloria grazie all'attività agonistica di alcuni appassionati che hanno istituito un vero e proprio campionato mondiale di tiro ad avancarica con tanto di federazione internazionale (MLAIC) e associazioni, federazioni nazionali e locali. Gli sviluppi dei sistemi di accensione si applicarono principalmente sulle armi leggere. Il sistema di funzionamento dei cannoni ad avancarica restò sostanzialmente immutato, cambiando principalmente il materiale di costruzione (bronzo e poi acciaio) ed i sistemi di trasporto e di puntamento.
I cannoni in bronzo vennero usati per parecchio tempo dopo l'affermarsi dell'acciaio perché meno soggetti a corrosione e, essendo più pesanti, meno sensibili al rinculo.

## Tecnica
Le armi ad avancarica sono il primo esempio di armi da fuoco. L'arma è formata da un tubo d'acciaio (canna) con diametro interno fisso (calibro). La canna può avere una rigatura. Tutto il sistema è dotato di un calcio, normalmente in legno, che facilita l'impugnatura dell'arma, protegge dall'inevitabile arroventarsi delle parti metalliche ed aiuta ad ammortizzare il rinculo dell'esplosione. Nella parte posteriore (culatta) si trova un piccolo foro perpendicolare all'asse della canna focone attraverso cui il sistema di accensione innescherà la deflagrazione della polvere nera. Il sistema di percussione è sostanzialmente di quattro tipi:

### Miccia
Il meccanismo di accensione, a differenza dei sistemi successivi, richiede necessariamente che la miccia (normalmente di canapa arrotolata) sia già accesa. Il bacinetto posto all'apertura esterna del focone viene riempito di polvere (normalmente più fine di quella utilizzata nella canna). La miccia viene agganciata al cane, che altro non è che una specie di morsetto con un perno che lo vincola alla calciatura. Tirando con il dito la parte inferiore del cane questo ruota verso il basso portando l'estremità accesa della miccia a contatto della polvere del bacinetto. Attraverso il focone la polvere del bacinetto raggiunge quella posta in fondo alla canna causandone l'accensione e lo sparo del proiettile.

### Ruota
Si tratta sostanzialmente di una evoluzione del sistema a miccia: anziché utilizzare un semplice sistema a perno azionato dalla forza del dito del tiratore, si carica un congegno a molla che, all'atto della pressione sul grilletto, fa ruotare una ruota zigrinata contro una pietra focaia. le scintille così causate cadono sulla polvere nel bacinetto innescando lo sparo.

### Pietra focaia
Questo sistema è il primo che non prevede parti da accendere prima dell'uso. Il cane somiglia sempre di più ad un morsetto, ma trattiene un pezzo di selce (pietra focaia). Sopra al bacinetto è incernierato un coperchio metallico opportunamente sagomato. Il meccanismo a molla è inserito all'interno della calciatura e coperto dalla pistra metallica che sorregge cane e bacinetto (acciarino). Premendo il grilletto (talvolta dotato di stecher) il cane si abbatte sull'acciarino che si apre lasciando cadere le scintille così prodotte dentro il bacinetto ed accendendo la polvere. Periodicamente la selce andava sostituita. La forma data alla selce aveva particolare importanza per garantire la costanza dell'accensione.

### Percussione
La scoperta delle proprietà detonanti del fulminato di mercurio e del clorato di potassio consentono la creazione di capsule esplosive (vedi capsula a percussione) (rivestite in rame) con cui sostituire la pietra focaia. Il bacinetto viene sostituito da un'estensione del focone (luminello) su cui la capsula viene inserita. Il cane non è nient'altro che un martello percussore che si abbatte sulla capsula determinandone l'esplosione e la conseguente accensione della polvere da sparo. Durante la fase di transizione dal sistema a pietra a quello a percussione molte furono le armi che, con poche modifiche vennero convertite al sistema più moderno. Questo sistema consentì lo sviluppo del brevetto Colt per una pistola a tamburo rotante che, con la capacità di cinque o sei colpi, rappresentò una vera e propria rivoluzione nel mondo delle armi da fuoco.

## Gare moderne
A partire dagli ultimi decenni del XX secolo il tiro ad avancarica ha conosciuto una nuova giovinezza: grazie all'impegno di alcuni appassionati, preziosi reperti storici sono stati tolti dalle panoplie e rimessi in linea di tiro.

### Associazioni
Facendo riferimento ai vari impianti di tiro a segno sul territorio sono nate parecchie associazioni di appassionati di tiro ad avancarica.
Queste associazioni si riconoscono:
- in Italia, nella Consociazione Nazionale Degli Archibugieri (CNDA).
- in Svizzera, nel Verband Schweizer Vorderladerschützen (VSV) e l'Associazione Ticinese Tiratori Collezionisti d'Armi (ATTCA) per quanto riguarda gli iscritti di lingua italiana.
- a livello internazionale, nel Muzzle Loaders Associations International Committee (MLAIC) che organizza o coordina gli eventi internazionali e stabilisce le norme e i regolamenti.

Esistono anche associazioni che praticano il tiro storico dove si utilizzano non solo gli attrezzi, ma anche le tecniche di tiro dell'epoca.

### Specialità
Ad ogni specialità è stato dato il nome di una persona, di un'arma o di un luogo particolarmente significativi per l'avancarica. Si hanno così specialità come Mariette, Kuchenreuter, Tanegashima ecc. Fondamentalmente le armi vengono distinte tra pistole e fucili, a seconda della tecnica che usano (vedi sopra) e del fatto che siano originali o repliche. Si considerano repliche solo le armi moderne che siano fedele copia degli originali, sin nei minimi particolari.

### Competizione
Tiro a Segno
- Calibri ammessi: a seconda della categoria di tiro
- Durata: 30 minuti.
- Numero di colpi: 13, di cui si conteggiano solo i migliori 10 da sparare entro il tempo massimo.
- Diametro bersaglio 100 mm.
- Distanza a seconda delle categorie di tiro
- Posizioni: le stesse previste per il tiro a segno.
- Sicurezza: per motivi di sicurezza le dosi di polvere da utilizzare devono essere confezionate singolarmente. L'uso della fiaschetta per caricare l'arma è vietato e non deve essere presente in linea polvere da sparo libera. Tutti i recipienti devono essere chiusi.

Tiro a Volo
- Calibri ammessi: qualsiasi, le limitazioni sono in funzione delle dosi di polvere e pallini
- Durata: 60 minuti.
- Numero di colpi: 50